# ネプチューン (戦列艦・初代)
|                          | |
| 艦歴                     | |
| 建造:                    | デットフォード工廠 |
| 進水:                    | 1683年 |
| 改名:                    | 1750年、トーベイ |
| その後:                  | 1784年売却 |
| 性能諸元                 | |
| クラス:                  | 2等戦列艦 |
| 全長:                    | 砲列甲板：163ft 11in (50.0m) |
| 全幅:                    | 45ft (13.7m) |
| 喫水:                    | 18ft 6in (5.6m) |
| 推進:                    | 帆走（3本マストシップ） |
| 兵装:                    | 各種口径の放90門 |
| 性能諸元（1710年再建造） | |
| クラス:                  | 1706年規定の2等戦列艦 |
| 全長:                    | 砲列甲板：162ft (49.4m) |
| 全幅:                    | 47ft (14.3m) |
| 喫水:                    | 18ft 6in (5.6m) |
| 推進:                    | 帆走（3本マストシップ） |
| 兵装:                    | 90門： 上砲列：9ポンド（4kg）砲26門 中砲列：18ポンド（8kg）砲26門 下砲列：32ポンド（15kg）砲26門 後甲板：6ポンド（3kg）砲10門 艦首楼：6ポンド（3kg）砲2門 |
| 性能諸元（1730年再建造） | |
| クラス:                  | 1719年規定の2等戦列艦 |
| 全長:                    | 砲列甲板：164ft (50.0m) |
| 全幅:                    | 47ft 2in (14.4m) |
| 喫水:                    | 18ft 10in (5.7m) |
| 推進:                    | 帆走（3本マストシップ） |
| 兵装:                    | 90門： 上砲列：9ポンド（4kg）砲26門 中砲列：18ポンド（8kg）砲26門 下砲列：32ポンド（15kg）砲26門 後甲板：6ポンド（3kg）砲10門 艦首楼：6ポンド（3kg）砲2門 |

ネプチューン (HMS Neptune) はイギリス海軍の90門2等戦列艦。ジョン・シッシュの設計により1683年にデットフォード工廠で進水した。
ネプチューンはブラックウォールで1706年の寸法規定に沿って再建造を受け、1710年5月6日に再進水した。1724年8月11日にはネプチューンを一旦解体し、1719年の寸法規定に沿って再建造することが決まった。再々建造工事はウリッジで行われ、1730年10月15日に再々進水を果たした。その後1750年に74門艦に三度改装されトーベイ (HMS Torbay) と名を改めた。
トーベイは1784年に売却された。

## 参加海戦
- バルフルール岬とラ・オーグの海戦
- キブロン湾の海戦